# Patagonotothen elegans
Patagonotothen elegans är en fiskart som först beskrevs av Günther, 1880.  Patagonotothen elegans ingår i släktet Patagonotothen och familjen Nototheniidae. Inga underarter finns listade i Catalogue of Life.